# Беркемайер

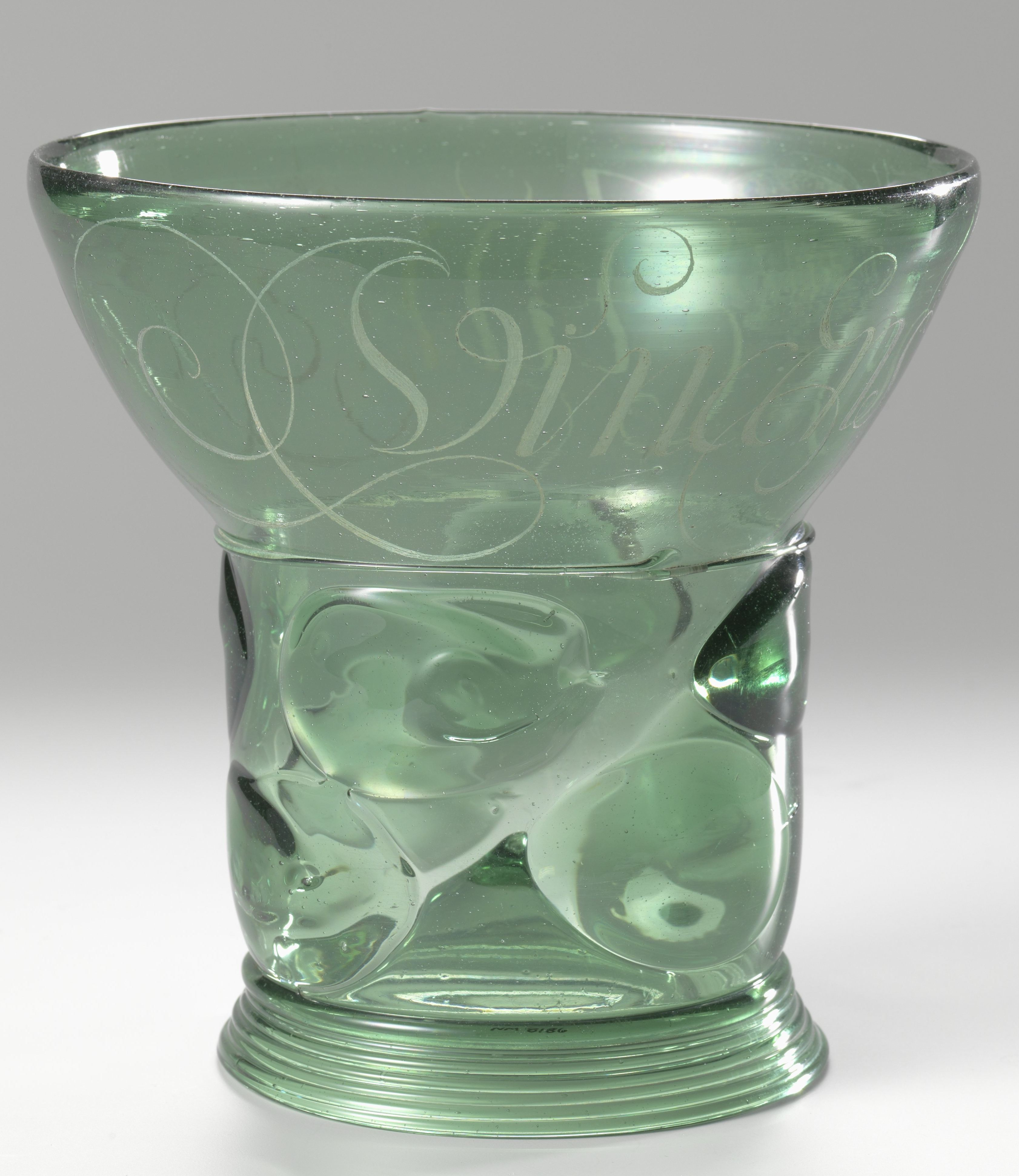
Беркемайер с гравировкой, выполненной Анной Виссхер (1646)

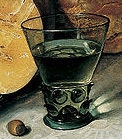
Беркемайер. Деталь натюрморта Флориса ван Дейка (1613)

Беркемайер, беркемейер (нем.  Berkemeyer) — бокал для вина с цилиндрическим основанием и конусообразной чашей, распространённый в Германии и Нидерландах XVI–XVII веков.
Беркемайерами изначально назывались деревянные кру́жки, вырезанные из ветвей берёзы (нидерл. berkemei). Возможно, это название было впоследствии перенесено на стеклянный бокал в силу того, что украшающие его ножку выпуклости-«малинки», позволявшие бокалу не выскальзывать из жирных пальцев, напоминали о грубой поверхности берёзовой коры.
Беркемайер во многом похож на рёмер. Основное различие между этими типами бокалов заключается в форме верхней части: у рёмера она бочкообразная, а у беркемайера имеет форму перевёрнутого конуса. Беркемайер можно считать предшественником рёмера: последний появился лишь в конце XVI века, тогда как беркемайеры существовали и ранее.
Как и рёмер, беркемайер изготавливался преимущественно из лесного стекла. В самых ранних экземплярах чаша и основание составляли единое целое; впоследствии нижняя часть приобрела форму цилиндра, а верхняя — конуса, при этом обозначилась чёткая граница между ними.
Нередко бокалы украшались гравировкой, это могли быть рисунок или дарственная надпись. Сохранились беркемайеры, украшенные нидерландской поэтессой и гравировщицей Анной Румерс Виссхер. Её излюбленной техникой было так называемое алмазное пунктирование: нанесение мелких точек и штрихов на поверхность стекла с помощью специального стержня с алмазом на конце. Помимо дарственных надписей и цитат на латинском и греческом, Анна Виссхер часто использовала в своих работах изображения цветов и насекомых.
Бокалы-беркемайеры любили изображать на своих натюрмортах голландские художники XVII века (Питер Клас, Виллем Клас Хеда и др.). Встречались они и в жанровой живописи, например, у Франса Халса (картины «Весёлый собутыльник», «Лютнист с бокалом вина»).